# Biharmonische Funktion
Eine mathematische Funktion {\displaystyle u(x,y)} heißt biharmonisch in einem Gebiet {\displaystyle D}, falls sie die biharmonische Gleichung
{\displaystyle \Delta \Delta u(x,y)=0}
für alle Punkte {\displaystyle (x,y)\in D} erfüllt; {\displaystyle \Delta } ist hierbei der Laplace-Operator und somit {\displaystyle \Delta \Delta } der biharmonische Operator. 
Die biharmonische Gleichung ist also eine partielle Differentialgleichung vierter Ordnung von {\displaystyle u(x,y)}. 
In der Praxis tritt diese Gleichung z. B. in der Kontinuumsmechanik bei Platten auf. Die Verformung {\displaystyle u(x,y)} einer Platte in einem Punkt {\displaystyle (x,y)} gehorcht in erster Näherung der inhomogenen biharmonischen Gleichung:
{\displaystyle \Delta \Delta u(x,y)=f(x,y)}
Hier ist {\displaystyle f(x,y)} die Kraft(dichte), die auf die Platte ausgeübt wird. 
Harmonische Funktionen sind auch immer biharmonische Funktionen; die Umkehrung muss aber nicht gelten.